# キャッスルロック
キャッスルロック（Castle Rock）は、スティーヴン・キングが創造したアメリカ合衆国メイン州に位置する架空の街である。
キャッスルロックはニューイングランドの典型的な田舎街であるが、不可解な事件ばかり起こるなど無数の暗い秘密を有している。この街はキングの『デッド・ゾーン』で初めて登場し、『ニードフル・シングス』の大破壊でその歴史に幕を閉じた。しかし、それ以降の作品においても言及されることはある。また、『呪われた町』の舞台となったセイラムズ・ロットはキャッスルロックの原型とされている。
キングの故郷であるアンドロスコギン郡ダーラム（en:Durham, Maine）や高校時代を過ごしたアンドロスコギン郡リスボンはキャッスルロックの街並みに大きく影響している。
H.P. ラヴクラフトはその作品群の舞台としてアーカム、ダニッチ、インスマスといった街を作り上げた。キングはそのアイデアを拝借して、ジェルサレムス・ロット、キャッスルロック、そしてデリーといった街を創造した。キングはラヴクラフトの大ファンを公言しており、彼を「20世紀の暗闇とバロックの貴公子」と称している。

## 豆知識
- 映画監督ロブ・ライナーは自らが手がけた『スタンド・バイ・ミー』が成功を収めたあと、製作会社キャッスル・ロック・エンターテインメントを設立した。映画『スタンド・バイ・ミー』では、キャッスルロックはオレゴン州の町と設定されている。
- 古くからの住民はこの街のことを単に「ロック」と呼ぶ。
- 高見広春の小説『バトル・ロワイアル』に登場する「城岩町」の名前の由来とされている。

## キャッスルロックを舞台とした作品
- デッド・ゾーン - The DeadZone （1979）
- クージョ - Cujo （1981）
- スタンド・バイ・ミー - The Body （1982）（収録：中編集『恐怖の四季』）
- オットーおじさんのトラック - Uncle Otto's Truck （1983）（収録：短編集『神々のワードプロセッサ』）
- ダーク・ハーフ - The Dark Half （1989）
- サンドッグ（英語版） - The Sun Dog （1990）（収録：中編集『Four Past Midnight』）
- ニードフル・シングス - Needful Things （1991）
- 丘の上の屋敷 - It Grows On You （1993）（収録：中編集『ナイトメアズ＆ドリームスケープス』）

## キャッスルロックが言及される作品
- 地下室の悪夢 - Graveyard Shift
- ノーナ - Nona
- トッド婦人の近道 - Mrs. Todd's Shortcut
- おばあちゃん - Gramma
- ジェラルドのゲーム - Gerald's Game
- トム・ゴードンに恋した少女 - The Girl Who Loved Tom Gordon
- 骨の袋 - Bag of Bones
- 黒いスーツの男 - The Man in the Black Suit
- ライディング・ザ・ブレット - Riding the Bullet
- ザ・スタンド - The Stand

Riding the Bullet
- 11/22/63 - 11/22/63

### スティーヴン・キング以外でキャッスルロックの地名が登場する作品
- タッチ CROSS ROAD〜風のゆくえ〜（日本テレビ） – 2001年放送のアニメーション。関係が有るかは定かではないが上杉達也がここの球場へ行く。

## キャッスルロックとしてロケされた街
- ブラウンズビル（オレゴン州） - 映画スタンド・バイ・ミー （1986）

## テレビシリーズ
キングとJ・J・エイブラムスが製作総指揮を務め、キング作品に登場するキャラクターやテーマを交錯させながら、キャッスルロックで起きる謎の事件を描いたテレビシリーズ『キャッスルロック』が2018年7月からHuluで配信され、日本ではWOWOWで2019年に放映された。